# 帕科·卡瓦塞斯
弗朗西斯科·卡瓦塞斯（西班牙語：Francisco Cabasés，1916年6月24日—2019年5月5日），阿根廷职业足球运动员，曾效力于泰拿尼斯體育會。